# Ray Sefo
Ray "Sugarfoot" Sefo, 15 février 1971, est un champion du monde de kick-boxing d'Auckland en Nouvelle-Zélande.

## Biographie
Il s'est entraîné au Wing Chun dans sa jeunesse et a développé plus tard son style personnel en muay-thaï avec une légende de ce sport, le thaïlandais Kiosot. Il a remporté un nombre impressionnant de combats, en tant qu'amateur et professionnel, dans la ligue d'Océanie.
Tenant de cinq titres mondiaux, Sefo est très respecté dans la communauté professionnelle des sports de combats et a été invité à participer aux prestigieux événements du K-1.

## Palmarès
(mai 2016).